# Alkylradicaal
Een alkylradicaal ontstaat uit een alkaan wanneer een atoombinding tussen een koolstofatoom daarin en een aan dat koolstofatoom gebonden ander atoom wordt verbroken. Eén van de bindende elektronen gaat daarbij naar het alkylradicaal, het andere naar het vertrekkende atoom. 

## radicalaire substitutie
Wanneer aan een alkaan één waterstofatoom onttrokken wordt, ontstaat een alkylradicaal. Voor het verbreken van de binding moet de bindingsenergie geleverd worden. Deze energie is meestal afkomstig uit de energie die vrijkomt bij de vorming van een binding tussen waterstof en een ander radicaal. 
Een alkylradicaal wordt voorgesteld als R* of CnH2n+1.
Voorbeeld:
| {\displaystyle {\ce {CH4}}} | {\displaystyle {\ce {->}}} | {\displaystyle {\ce {CH3.}}} | {\displaystyle {\ce {+}}} | {\displaystyle {\ce {.H}}} |
| methaan                     |                            | methylradicaal               |                           | waterstofradicaal          |

Deze reactie kost 410 kJ/mol
of in een meer complete reactie:
| {\displaystyle {\ce {CH4}}} | {\displaystyle {\ce {+}}} | {\displaystyle {\ce {Cl.}}} | {\displaystyle {\ce {->}}} | {\displaystyle {\ce {CH3.}}} | {\displaystyle {\ce {+}}} | {\displaystyle {\ce {HCl}}} |
| methaan                     |                           | Chloorradicaal              |                            | methylradicaal               |                           | waterstofchloride           |

Deze reactie levert (bindingsenergie H-Cl) - (bindingsenergie C-H) = 432 - 410 = 22 kJ/mol